# Paul Rodriguez Jr
Paul Rodriguez, detto anche P-Rod (Chatsworth, 31 dicembre 1984), è uno skater statunitense.
Rodriguez ha vinto un totale di sette medaglie agli X-Games, quattro di queste d'oro, due d'argento e una di bronzo.

## Biografia
Nato a Tarzana, California, è stato soprannominato P-Rod dai suoi compagni di classe quando aveva 11 anni.
Nel 1996, quando aveva 12 anni, Rodriguez ha ricevuto la sua prima tavola da skate da suo padre Paul Rodriguez; Rodriguez vide un gruppo di ragazzi della scuola che usavano lo skateboard e rimase affascinato per come riuscissero a "tenerla attaccata ai piedi" e per come riuscissero ad eseguire varie acrobazie [in gergo "trick"].Inoltre è considerato il re dello switch, ovvero in particolare è uno degli skater più bravo ad eseguire diversi "trick" nella posizione opposta.